# Улица Святослава Фёдорова (Москва)
У́лица Святосла́ва Фёдорова — улица на севере Москвы в Бескудниковском районе Северного административного округа между Дмитровским шоссе и Бескудниковским бульваром.

## Происхождение названия
Улица названа 15 февраля 2017 года в память советского и российского учёного, хирурга-офтальмолога, основателя всемирно известного медицинского научного центра Святослава Николаевича Фёдорова (1927—2000). Расположена рядом с Бескудниковским бульваром, поблизости от МНТК «Микрохирургии глаза». Ранее безымянный проезд.

## Описание
Улица Святослава Фёдорова начинается от Дмитровского шоссе (в районе д. 90, корп. 1), проходит на восток до Бескудниковского бульвара.